# Майський (Червоногвардійський район)
Ма́йський (рос. Майский) — селище у складі Червоногвардійського району Оренбурзької області, Росія.

## Населення
Населення — 30 осіб (2010; 45 у 2002).
Національний склад (станом на 2002 рік):
- росіяни — 56 %